# 通信规范法
通信规范法（Communications Decency Act）是1996年美國電信法第V篇的简称。参议员James Exon和斯雷德·戈登于1995年向美國參議院商務、科學和交通委員會提交法案草稿。1995年6月15日，美國参议院以81比18的投票结果将通信规范法的內容加入1996年美國電信法。
通信规范法有兩個值得注意的地方，其一就是該法律對信息空间中的兒童能接觸的到的色情和淫秽內容有所限制。若有人向未成年人傳播色情信息則會承擔刑事責任；其次通信规范法第230條認定互聯網平台不用對其平台上的用戶發表的言論負責。